# 田中淳 (写真作家)
田中 淳（たなか じゅん、1967年（昭和42年）生まれ - ）は日本の写真作家、Photo Artist 。
石川県出身。1990年 金沢大学教育学部卒。
フランス・イタリアを中心に ヨーロッパ各地を訪ね、市井の人々の暮らしや、日々の営みが感じられる街の姿などの撮影、取材を続けている。

主な著書に、フランス各地に暮らす犬や飼い主さんたちと出会い、旅するように愉しむ 写真紀行エッセイ「犬･ド･フランス」、フランスの 美しい村や町を巡る 写真集「フランス彩り旅」シリーズなどがある。
撮影した写真そのものを作品にすることもあるが、写真に言葉や文章を添えて作品にしたり、CG ( コンピュータ・グラフィックス ) を交えてアート作品 ( Graphical Photo Art  ) を作ったりと、写真を基に様々な作品を制作していることから、肩書きを「写真作家／Photo Artist」としている。

## 著書
- 写真集『Paris en Vert 緑色のパリ』( 出版社：ころから )
- 写真紀行エッセイ『Inu de France 犬･ド･フランス』( 出版社：みらいパブリッシング )
- 写真集『フランス彩り旅／アルザス編』( 出版社：Next Publishing )
- 写真集『フランス彩り旅／ペリゴール編』( 出版社：Amazing Adventure )